# Vinnie Johnson
Vincent "Vinnie" Johnson (Brooklyn, Nova Iorque, 1 de setembro de 1956) é um ex-jogador de basquete profissional norte-americano que foi duas vezes campeão da NBA jogando pelo Detroit Pistons (1989 e 1990).